# 百里风区
百里风区是指兰新铁路中红旗坎站-小草湖站-红台站-大步站-十三间房站-红层站-了墩站全长123公里的区间。这个区间一年有320天都在刮八级以上大风，有时风力达到12级。最近的一次大风发生于2006年4月9日，造成了T70次列车被困21个小时，晚点33小时到达北京。
从气候看，百里风区纬度处于40度以北，位于西风带之中，西风强劲。从地形看处于天山东段的谷地，地势北高南低，一方面风在谷口具有聚集效应，所以风多，另一方面，上部风大，气压迅速降低，下部气流产生抬升作用。从局部看，容易形成山谷风。单从温度看，昼夜温差大，导致气压差大，容易形成大风。